# Crabalaganja
Crabalaganja je páté studiové album české punk-rockové kapely Totální nasazení, které bylo vydané v roce 2002 pod značkou Globus music. Celé album se nese v duchu punku, ale obsahuje také prvky ska, hard rocku a dokonce i reggae. Většinu písní napsali bubeník kapely Pavel Pospíšil a baskytarista Svatopluk Šváb. Na albu se nachází celkem 18 písní včetně intra a outra.

## Seznam skladeb
| Pořadí | Název                   | Hudba          | Text           | Délka |
| ------ | ----------------------- | -------------- | -------------- | ----- |
| 1.     | Der Anfang              | Tradicional    | Tradicional    | 0:25  |
| 2.     | Nazi-Czech              | Svatopluk Šváb | Pavel Pospíšil | 2:31  |
| 3.     | Weekend punk            | Pavel Pešata   | Pavel Pospíšil | 2:23  |
| 4.     | Pikaču a Nusle          | Svatopluk Šváb | Pavel Pospíšil | 1:57  |
| 5.     | Úkaz rarity             | Svatopluk Šváb | Svatopluk Šváb | 1:53  |
| 6.     | Nechceš mi dát pade     | Pavel Pešata   | Pavel Pospíšil | 1:54  |
| 7.     | Největší z nul          | Svatopluk Šváb | Svatopluk Šváb | 2:21  |
| 8.     | Po půlnoci              | Pavel Pešata   | Pavel Pospíšil | 2:16  |
| 9.     | Pohromy                 | Svatopluk Šváb | Pavel Pospíšil | 1:57  |
| 10.    | Fronty                  | Svatopluk Šváb | Pavel Pospíšil | 1:54  |
| 11.    | Don Quijote de la Ganja | Svatopluk Šváb | Pavel Pospíšil | 2:43  |
| 12.    | Nevím                   | Svatopluk Šváb | Svatopluk Šváb | 1:45  |
| 13.    | Píseň o krabu           | Pavel Pešata   | Pavel Pospíšil | 2:37  |
| 14.    | Marná touha             | Pavel Pešata   | Pavel Pešata   | 2:31  |
| 15.    | Žalozpěv odvedence      | Svatopluk Šváb | Svatopluk Šváb | 2:33  |
| 16.    | Na mělčině              | Pavel Pešata   | Pavel Pospíšil | 3:45  |
| 17.    | Punkerka                | Pavel Pešata   | Pavel Pešata   | 0:40  |
| 18.    | Das Ende                | Tradicional    | Tradicional    | 0:33  |